# Los Pulkerz
Loz Pulkerz är den fjärde studioalbumet av den svenska metal-bandet Skitarg. Albumet släpptes ut den 3 mars 2017. Samma år släppte bandet musikvideon till låten Min Vän Klamydia, som finns med på albumet. 